# 尤宁县 (佛罗里达州)
尤寧縣（英語：Union County）是美国佛罗里达州北部的一個縣，面積647平方公里。根據2020年美國人口普查，共有人口16,147人。縣治萊克巴特勒（Lake Butler）。該縣成立於1921年5月20日，以聯合的理念命名。